# Медаль «Основание Национального храма»
Медаль «Основание Национального храма» (яп. 建國神廟創建記念章) — медаль Маньчжоу-го, учреждённая императорским эдиктом от 15 июля 1940 года в ознаменование открытия Национального синтоистского храма.

## История
Храм был открыт 15 июля 1940 года в Синьцзине (нынешнем Чанчуне) — столице Маньчжоу-го. В этот же день была учреждена медаль. 

## Описание награды
Медаль имеет форму правильного круга, диаметром 30 мм. Выполнена из латуни. 

На аверсе: лицевой фасад синтоистского храма. На реверсе: 3 столбца иероглифов: «康徳七年; 建國神廟創建記念章; 七月十五日» (Седьмой год Кандэ (1940); медаль в память основания храма; 15 июля). Ушко вертикальное. Лента выполнена из муарового шёлка, шириной 37 мм, жёлтого цвета, с 4,5-миллиметровыми красной и белой продольными полосами по краям. Футляр для медали жёлтого цвета, картонный, на крышке надпись иероглифами, означающая название медали. 

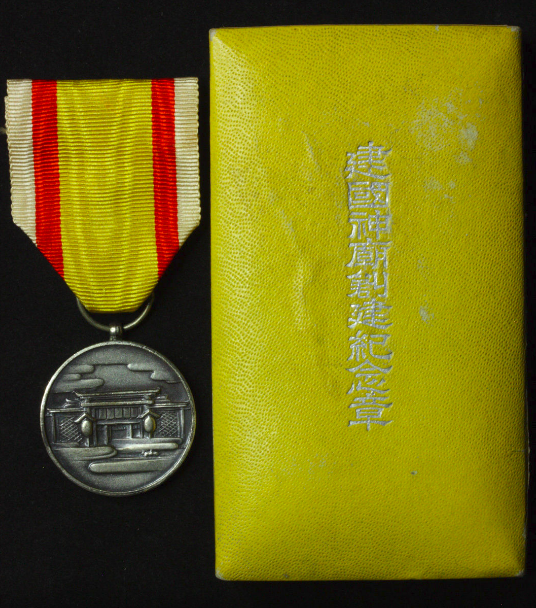
Медаль и футляр
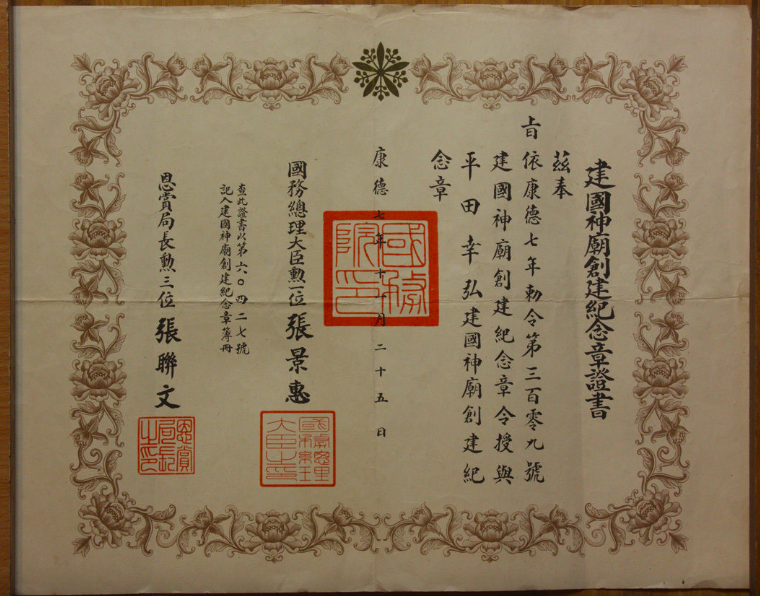
документ для медали